# Barbara Szczypka-Gwiazda
Barbara Szczypka-Gwiazda (ur. 1954) – polska historyk, dr hab. nauk humanistycznych, adiunkt Instytutu Nauk o Sztuce Wydziału Humanistycznego Uniwersytetu Śląskiego w Katowicach.

## Życiorys
W 1980 ukończyła studia w zakresie historii sztuki na Uniwersytecie Wrocławskim, w 1991 obroniła pracę doktorską Natura życia artystycznego woj. śląskiego w okresie międzywojennym 1921-1939, 20 grudnia 2004 habilitowała się na podstawie pracy zatytułowanej Pomiędzy praktyką a utopią Trójmiasta Bytom-Zabrze-Gliwice jako przykład koncepcji miasta przemysłowego czasów Republiki Weimarskiej. Objęła funkcję profesora nadzwyczajnego w Katedrze Ochrony Dóbr Kultury na Wydziale Nauk Społecznych i Technicznych Śląskiej Wyższej Szkole Zarządzania im. gen. Jerzego Ziętka w Katowicach.
Piastuje stanowisko adiunkta w Instytucie Nauk o Sztuce na Wydziale Humanistycznym Uniwersytetu Śląskiego w Katowicach.
Była kierownikiem w Zakładzie Historii Sztuki na Wydziale Nauk Społecznych Uniwersytetu Śląskiego w Katowicach.